# District de Belvès
Le district de Belvès est une ancienne division administrative française du département de la Dordogne de 1790 à 1795.
Il était composé des cantons de Belvés, Beaumont, Cadouin, Limeuil, Montferrand, Monpazier, Orliac et Villefranche.